# Daniel Webster (ur. 1949)
Daniel Alan Webster (ur. 27 kwietnia 1949 w Charleston) – amerykański polityk, członek Partii Republikańskiej.

## Działalność polityczna
Od 1980 do 1998 zasiadał w stanowej Izbie Reprezentantów, a następnie do 2008 w Senacie Florydy. W okresie od 3 stycznia 2011 do 3 stycznia 2013 przez jedną kadencję był przedstawicielem 8. okręgu, następnie do 3 stycznia 2017 przez dwie kadencje przedstawicielem 10. okręgu, a od 3 stycznia 2017 jest przedstawicielem 11. okręgu wyborczego w stanie Floryda w Izbie Reprezentantów Stanów Zjednoczonych.